# Tetralonia
Tetralonia ist eine Gattung der Bienen (Apidae), zu Deutsch Langhornbienen genannt. Diese Gattung wird nach neueren phylogenetischen Untersuchungen als Untergattung zu Eucera gestellt.
Sie wird aber von verschiedenen Autoren weiterhin als eigene Gattung aufgefasst. Andere Autoren stellen auch die Arten, die sonst zu Tetraloniella gezählt werden, in diese Gattung. Die zu Tetralonia (und Tetraloniella) gezählten Arten unterscheiden sich von den anderen Arten der Gattung Eucera dadurch, dass diese drei Cubitalzellen (Eucera s. str. zwei Cubitalzellen) hat.
Weltweit sind knapp 20 Arten von Tetralonia (alle aus der Alten Welt) beschrieben.
In Mitteleuropa gibt es nur eine Art, die Malven-Langhornbiene, Tetralonia macroglossa = Tetralonia malvae = Eucera macroglossa (gültiger Name). Sie kommt in Deutschland (Kyffhäuser, Markt Hohenwart, Griesheim) und Österreich (Burgenland, Niederösterreich, Steiermark) vor, aus der Schweiz gibt es nur historische Nachweise.